# Joe Martinez
Joseph A. Martinez (né le 26 février 1983 à South Orange, New Jersey, États-Unis) est un ancien lanceur droitier de la Ligue majeure de baseball.

## Carrière
Après des études secondaires à la Seton Hall Prep High School à West Orange (New Jersey), Joe Martinez suit des études supérieures au Boston College.
Martinez est drafté en 12e tour de sélection par les Giants de San Francisco en 2005. Il joue son premier match dans les majeures le 7 avril 2009 apparaissant en relève dans un match contre les Brewers de Milwaukee. Martinez est crédité de sa première victoire en carrière. Deux jours plus tard, à sa seconde apparition en relève face aux Brewers, une balle en flèche cognée par Mike Cameron atteint Martinez à la tête. Le visage ensanglanté et l'œil droit enflé, il est escorté hors du terrain. Un examen médical révèle qu'il a souffert d'une commotion cérébrale.
Martinez lance par la suite en ligues mineures mais fait deux autres séjours chez les Giants durant la saison 2009, lançant 5 fois comme lanceur partant et 2 autres fois comme releveur. Il termine l'année avec 3 victoires et 2 défaites en 9 matchs et 30 manches lancées pour San Francisco.
Le 31 juillet 2010, Martinez et le voltigeur John Bowker passent aux Pirates de Pittsburgh en retour du releveur Javier Lopez.
Joe Martinez est échangé le 4 janvier 2011 aux Indians de Cleveland mais ne joue qu'en ligues mineures la saison suivante.
Le 6 décembre 2011, il rejoint les Diamondbacks de l'Arizona, avec qui il ne dispute qu'un seul match en 2012. En 2013, Martinez s'aligne pour deux parties avec les Indians de Cleveland, pour qui il lance 5 manches. Il passe la saison 2014 dans les mineures avec un club-école des Angels de Los Angeles.

## Statistiques
| Saison | Équipe        | G  | GS | CG | SHO | V | D | SV | IP   | SO | ERA  |
| ------ | ------------- | -- | -- | -- | --- | - | - | -- | ---- | -- | ---- |
| 2009   | San Francisco | 9  | 5  | 0  | 0   | 3 | 2 | 0  | 30.0 | 19 | 7,50 |
| 2010   | San Francisco | 4  | 1  | 0  | 0   | 0 | 1 | 0  | 11.0 | 3  | 4,91 |
| 2010   | Pittsburgh    | 5  | 0  | 0  | 0   | 0 | 0 | 0  | 8.2  | 6  | 3,12 |
| Totaux | Totaux        | 18 | 6  | 0  | 0   | 3 | 3 | 0  | 49.2 | 28 | 6,16 |

Note : G = Matches joués ; GS = Matches comme lanceur partant ; CG = Matches complets ; SHO = Blanchissages ; 
V = Victoires ; D = Défaites ; SV = Sauvetages ; IP = Manches lancées ; SO = Retraits sur des prises ; ERA = Moyenne de points mérités.